# Аспинвол (Пенсилванија)
Аспинвол (енгл. Aspinwall) град је у америчкој савезној држави Пенсилванија.

## Демографија
По попису из 2010. године број становника је 2.801, што је 159 (-5,4%) становника мање него 2000. године.
| Група             | 2000.         | 2010.         |
| Белци             | 2.878 (97,2%) | 2.524 (90,1%) |
| Афроамериканци    | 8 (0,3%)      | 40 (1,4%)     |
| Азијати           | 27 (0,9%)     | 151 (5,4%)    |
| Хиспаноамериканци | 30 (1,0%)     | 52 (1,9%)     |
| Укупно            | 2.960         | 2.801         |